# Universidad de San Carlos Club de Fútbol
La USAC es un club de fútbol de la Ciudad de Guatemala. Fue fundado el 3 de marzo de 1922, con el nombre de Escuela de Medicina, actualmente juega en la Segunda División de Guatemala. A lo largo de su historia el equipo San Carlista ha tenido varios nombres:
De 1922 al 1932 se llamó ESCUELA DE MEDICINA.
De 1933 al 1935 se llamó UNIVERSIDAD NACIONAL.
De 1944 al 1975 se llamó UNIVERSIDAD.
De 1976 a la actualidad como USAC.
No confundir con el equipo CF Universidad que ha jugado en Primera División, el cual fue fundado a finales de 2022.

## Historia
Se iniciaron en 1933 jugando normalmente la primera vuelta, pero cuando se habían disputado 8 juegos perdieron frente al extinto club Hércules, no se presentaron al siguiente encuentro y se retiraron oficialmente del campeonato. Debido a los enfrentamientos estudiantiles contra el gobierno del presidente Jorge Ubico, vuelven en 1935, pero nuevamente sucede lo mismo, disputan solo 8 juegos de los 14 programados y se disuelven nuevamente.
Una vez terminada la dictadura de 14 años, la Universidad se hace presente en el campeonato de liga de 1944 pero descienden en 1947, volviendo a subir definitivamente en 1951. El máximo logro conseguido por el club hasta el momento ha sido el subcampeonato en el torneo de Liga de 1956 ganado por Comunicaciones. En la época amateur logró conquistar 6 títulos de liga capitalina siendo estos en: 1924, 1926, 1928, 1929, 1930 y 1931.
ESCUELA DE MEDICINA fue el primer equipo hexacampeón del Fútbol Guatemalteco (Liga Capitalina o Amateur), siendo campeona en:
- 1. Campeón 1924
- 2. Campeón 1926
- 3. Campeón 1928
- 4. Campeón 1929 (Bicampeón)
- 5. Campeón 1930 (Tricampeón)
- 6. Campeón 1931 (Tetracampeón / Hexacampeón).

A nivel de interclubes en 1966 alcanzaron su mayor éxito ganando el III Inter-universitario Centroamericano y de Panamá. La USAC se llevó los máximos honores como la mejor delantera con 19 goles anotados y la portería menos vencida con 3 goles permitidos.

## Escudo
El escudo de la Universidad es la vocal U con una pelota de fútbol al costado. En la camiseta, suelen utilizar la letra U y el escudo de la USAC. Pueden utilizar una de las dos opciones o ambas juntas.

## Uniforme
- Uniforme titular: Camiseta Azul marino, pantalón Azul marino, medias Azul marino.

- Uniforme Visitante: Camiseta Blanca, pantalón Blanco, medias Blancas.

## Estadio
El estadio utilizado por la Universidad se llama 'Estadio Revolución' y fue fundado en octubre de 1979. Tiene una capacidad para 4 mil aficionados y se ubica en el campus central.

## Datos del club
- Temporadas en Liga Nacional: 40
- Temporadas en Primera División: 10
- Mayor goleada conseguida 8-3 a Retalhuleu (Clasificación departamental en 1961): 
  - En campeonatos nacionales: 7-0 a Deportivo Suchitepéquez (Liga en 1961).
  - En torneos internacionales: -.
- Mayor goleada encajada: 
  - En campeonatos nacionales: 7-1 de IRCA (Liga de 1944).
  - En campeonatos nacionales: 7-1 de Deportivo Suchitepéquez (Torneo Apertura 2010).
  - En torneos internacionales: -.
- Mejor puesto en la liga: 1° en 2014.
- Peor puesto en la liga: 12° en 2001 (Torneo Reordenamiento).[5]

Máximos goleadores históricos:
| Jugador              | Goles |
| -------------------- | ----- |
| Carlos Kamiani Félix | 84    |
| Alfredo Pérez        | 61    |
| Edwin Westphal       | 43    |
| Carlos Méndez        | 41    |
| Milton Núñez         | 40    |
| Hugo Peña            | 40    |
| Eduardo de León      | 34    |
| Eddy Almaraz         | 28    |
| Fernando Gallo       | 27    |
| Carlos Granda        | 27    |
| Jorge Vickers        | 25    |

## Palmarés

### Torneos nacionales
- Liga Capitalina (6): 1924, 1926, 1928, 1929, 1930, 1931
- Subcampeón de la Liga Nacional (1): 1956
- Primera División (3): Apertura 2002, Apertura 2004, Clausura 2008
- Subcampeón de la Primera División (1): Apertura 2008